# Monument voor het kunstenaarsverzet
Het Monument voor het Kunstenaarsverzet in de Nederlandse plaats Mook (Limburg) is een monument ter nagedachtenis aan het verzet van  kunstenaars tijdens de Tweede Wereldoorlog.

## Achtergrond
In opdracht van zijn vriend, ir. Frans Wijffels, maakte de Mookse beeldhouwer Peter Roovers een piëta als grafmonument voor Wijffels' schoonouders, Fransiscus Rath en Wilhelmina van Well, die beiden in 1939 overleden. De steen was geplaatst op het kerkhof in Waalwijk. Wijffels, die enige tijd in Mook ondergedoken zat, en Roovers waren beiden actief in het verzet.
In 2008 werd de grafzerk door de kinderen van Wijffels geschonken aan de Stichting Jacques van Mourik, waarna werd besloten het als gedenkteken voor het kunstenaarsverzet een nieuwe bestemming te geven. Met dit monument worden de kunstenaars Marius van Beek (1921-2003), Louis de Bourbon (1908-1975), Antoon Coolen (1897-1961), Anton van Duinkerken (1903-1968), Boy Edgar (1915-1980), Jopie van Kampen (1911-1988), Jef Last (1898-1972), Jac Maris (1900-1996), Jacques van Mourik (1879-1971), Louise Roovers-Nederveen (1917-2004), jhr. Octave van Nispen tot Pannerden (1922-2003), Mies van Oppenraaij (1910-1998), Peter Roovers (1902-1993) en jhr. Willem Sandberg (1897-1984) herdacht.
Het monument is geplaatst in de tuin van de Sint-Antonius Abtkerk in Mook en werd op 10 mei 2008 onthuld in aanwezigheid van onder anderen burgemeester Rob Persoon en pastoor Rudo Franken.

## Beschrijving
Het gedenkteken bestaat uit een staande steen, met daarop een piëta in reliëf, uitgevoerd in keramiek. Op de voet van de steen is een plaquette van rood marmer geplaatst met de tekst 

Ter nagedachtenis aan
de kunstenaars in de regio
die actief waren in het verzet
1940 - 1945

Familie Wijffels-Rath, Familie Roovers-Nederveen,
Stichting Jacques van Mourik 10 mei 2008